# کشتی‌سازی یارو
کشتی‌سازی یارو (انگلیسی: Yarrow Shipbuilders) شرکت کشتی‌سازی اسکاتلندی است، که در سال ۱۸۶۵ تأسیس شد.